# Seznam hradů a zámků na Ukrajině
Tento soupis zahrnuje hrady a zámky na území Ukrajiny. Soupis je členěný abecedně.

## A

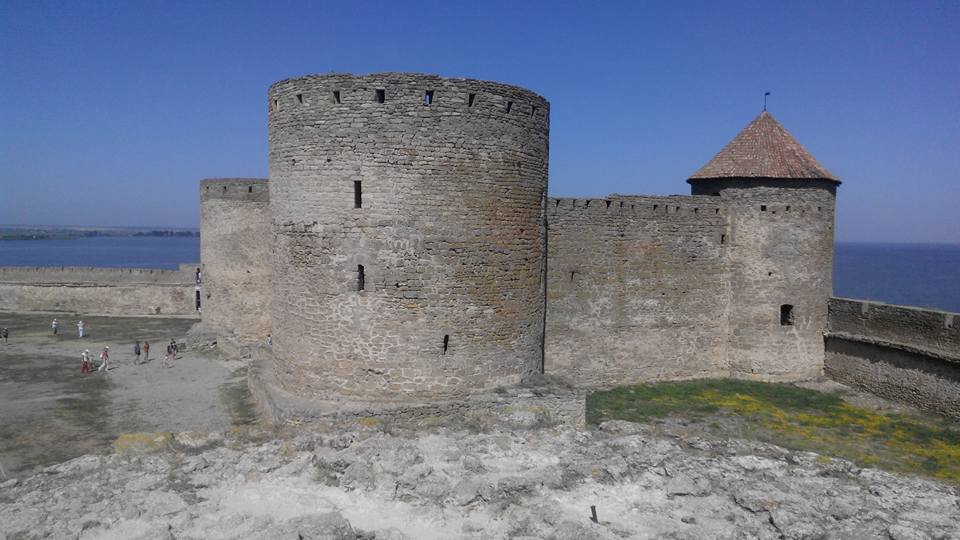
Pevnost Akkerman

- Akkerman (pevnost)

## B
- Bar (pevnost)
- Berežany (zámek)
- Berdyčiv (zámek)
- Brody (zámek)
- Bronka (hrad)
- Bučač (hrad)

## Č
- Čembalo (pevnost)
- Čerkasy (hrad)
- Černelica (zámek)
- Černihivský dětinec
- Černobyl (hrad)
- Červonohorod (zámek)
- Činadijovo (starý zámek)
- Činadijovo (zámek Schönbornů)

## D
- Dobromyl (hrad)
- Dubno (zámek)

## H
- Halyč (hrad)

## Ch

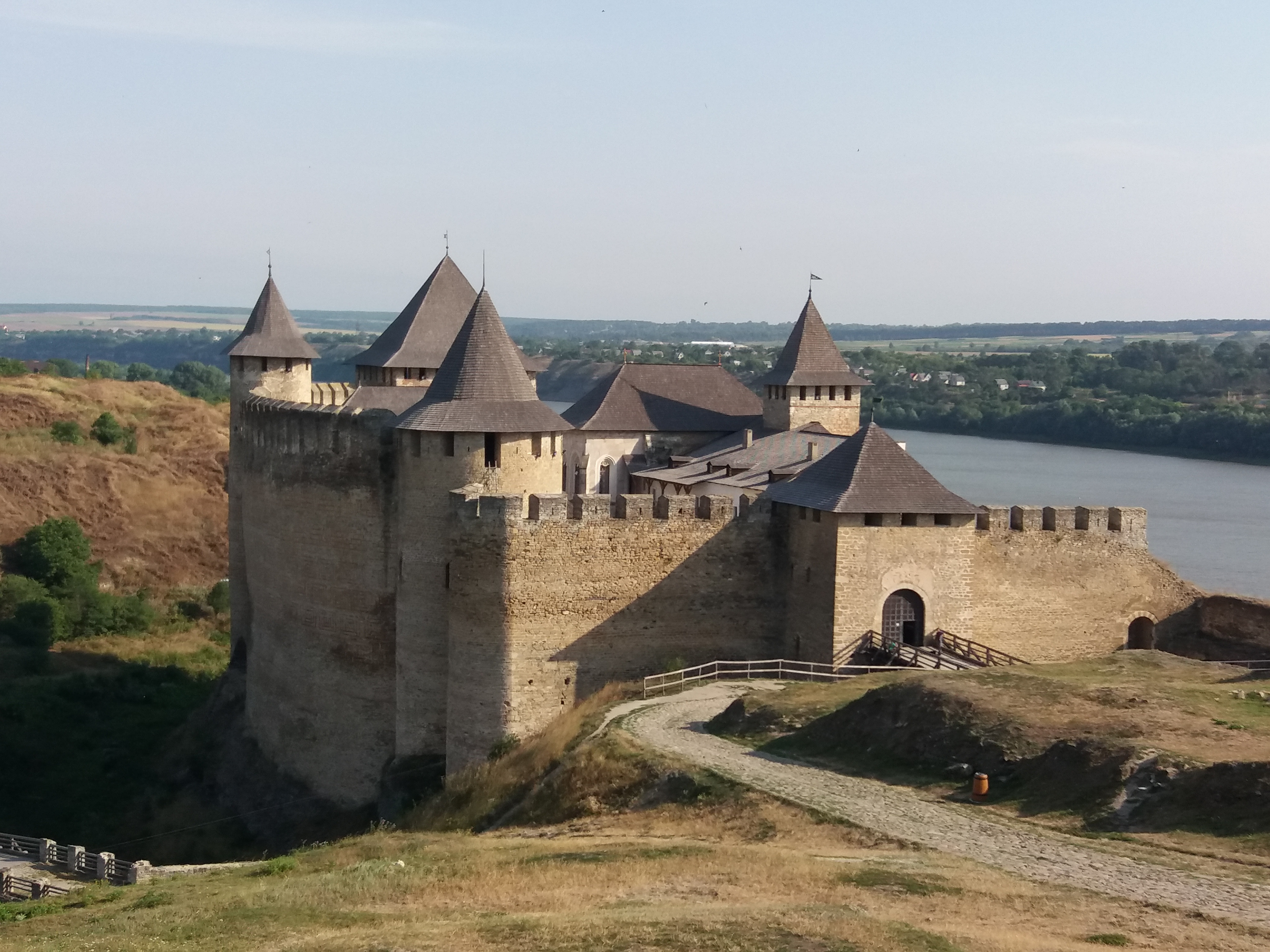
Chotynský hrad

- Chotynský hrad
- Chufut Kale (pevnost)
- Chust (hrad)

## I
- Ivano-Frankivsk (zámek)
- Izjaslav (hrad)

## J
- Jazlovec (zámek)

## K

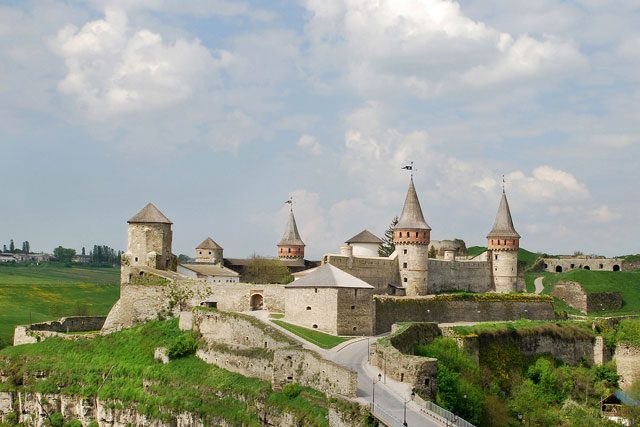
Hrad Kamenec Podolský

- Kamenec Podolský (hrad)
- Kaffa (pevnost)
- Kilija (pevnost)
- Klevaňský hrad
- Kremenec (hrad)
- Kodak (tvrz)
- Kudrinci (hrad)
- Kyjevský hrad

## L

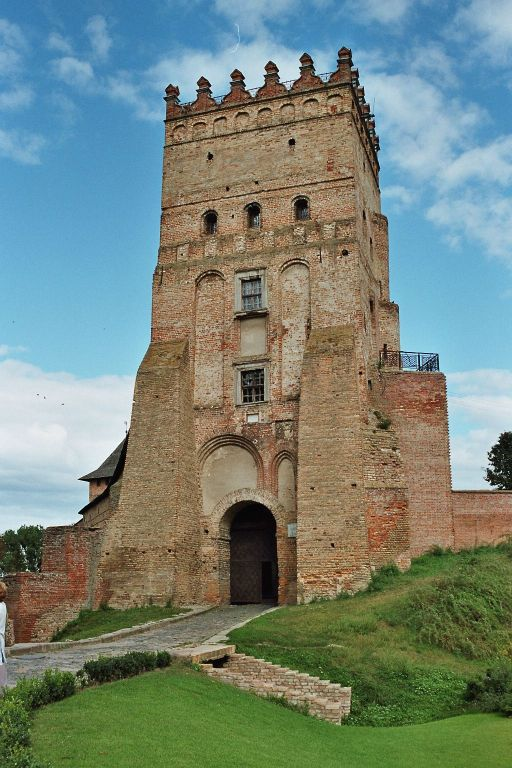
Hrad Luck

- Letičiv (hrad)
- Lvov – Vysoký zámek
- Luck (hrad)

## M
- Medžybiž (zámek)
- Mangup (pevnost)
- Mykulynci (hrad)

## N
- Něvický hrad
- Nižynský hrad

## O
- Oleško (hrad)
- Olyka (zámek)
- Ostroh (hrad)

## P
- Palanok (hrad) v Mukačevu
- Pidhirci (zámek)
- Pidhajci (hrad)
- Pomorjany (zámek)
- Popovův zámek ve  Vasylivce

## S
- Skala Podolská (hrad)
- Skalat (hrad)
- Stare Selo (zámek)
- Sudak (pevnost)
- Svirž (zámek)
- Sydoriv (hrad)

## T
- Terebovlja (hrad)
- Ternopil (zámek)
- Toky (hrad)
- Tustaň (hrad)

## U
- Užhorod (hrad)

## V
- Vynohradiv (hrad)
- Vlaštovčí hnízdo (zámek)

## Y
- Yeni-Kale (pevnost)

## Z

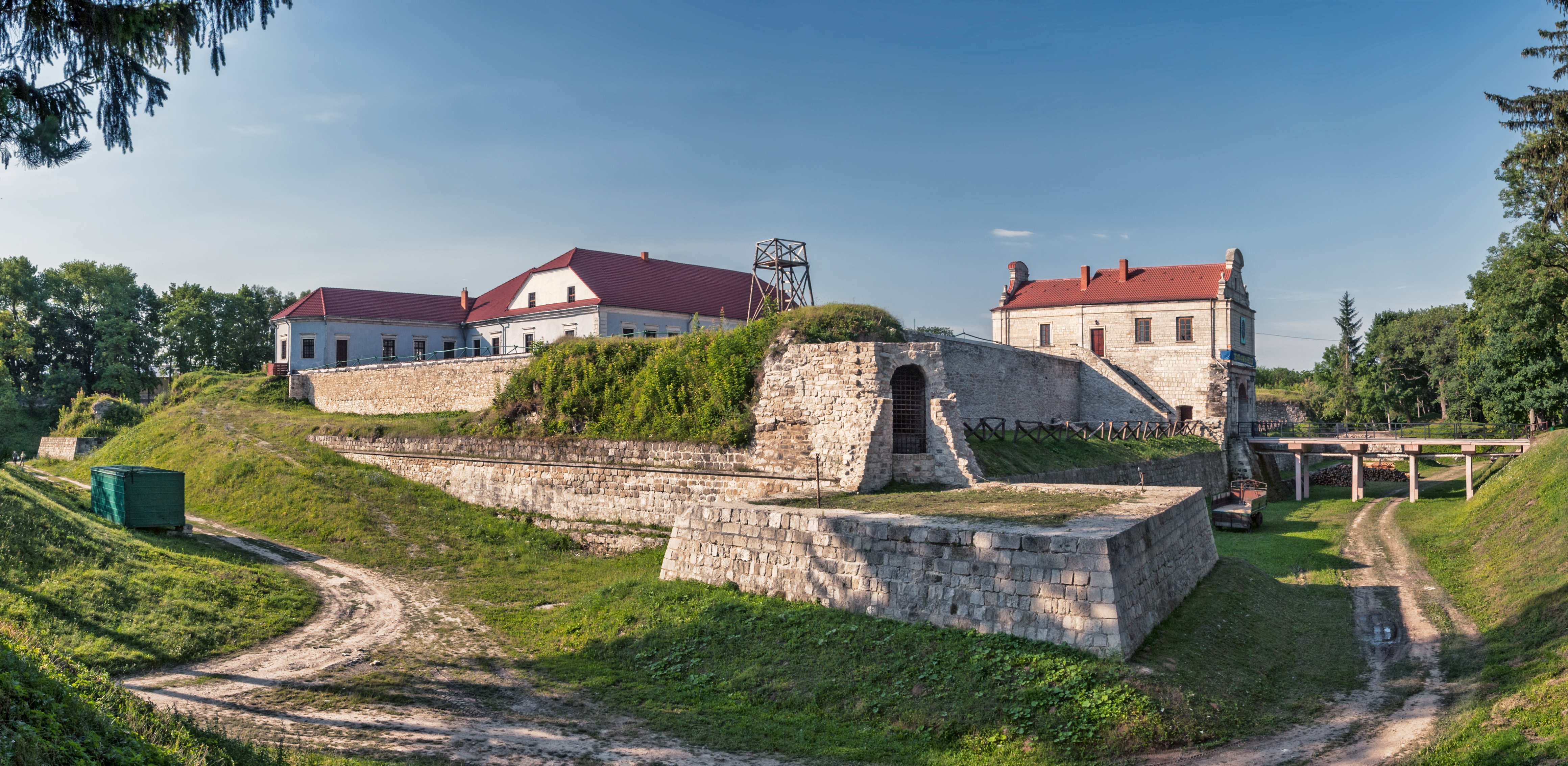
Zámek Zbaraž

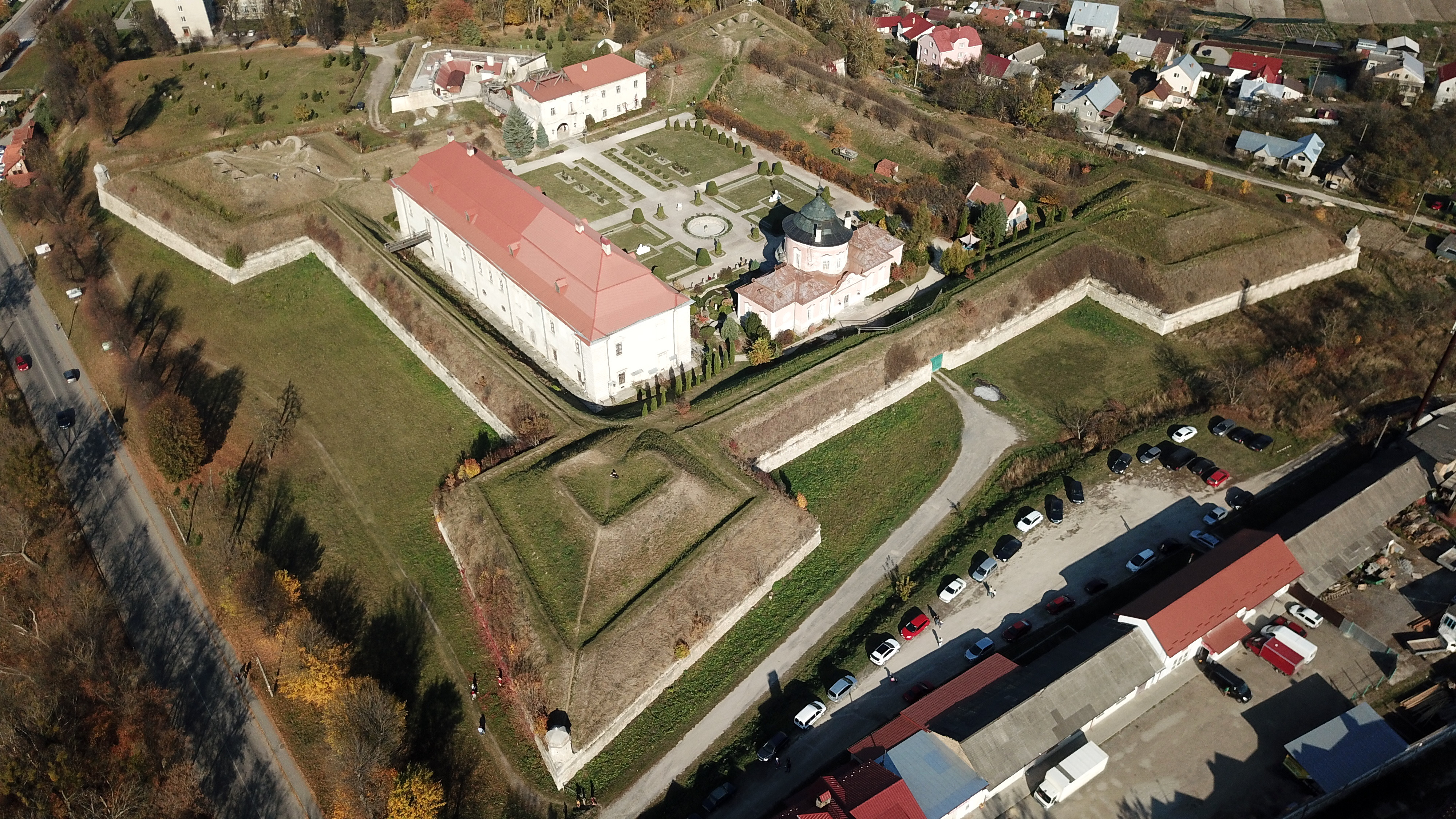
Zámek Zoločiv

- Zbaraž (zámek)
- Zoločiv (zámek)
- Zolotyj Potik (hrad)

## Ž
- Žovkva (zámek)